# Paul Grant (Schauspieler, um 1966)
Paul Grant (* 3. Februar 1967 oder 16. September 1966; † 20. März 2023) war ein britischer Schauspieler und Stuntman. Unter anderem spielte er kleinere Nebenrollen in bekannten Filmen wie Star Wars oder Harry Potter.

## Karriere
Grants Karriere begann 1983 im Alter von 16 Jahren, als er einen Ewok in Die Rückkehr der Jedi-Ritter spielte. Aufgrund seiner Kleinwüchsigkeit betrug Grants Erwachsenengröße 1,32 m (4 Fuß 4 Zoll). In dem Film Die Reise ins Labyrinth spielte er ein Mitglied des Goblin Corps und war ein Stuntdouble für Shari Weiser, die die Figur Hoggle verkörperte. Als Stuntdouble trat Grant in Legende und Willow auf. Nach einigen Nebenrollen in den 1980er Jahren hörte Grant mit der Schauspielerei auf, kehrte aber 2001 kurzzeitig in die Filmindustrie zurück, als er eine nicht im Abspann aufgeführte Rolle als Kobold in Harry Potter und der Stein der Weisen spielte.

## Tod
2014 gab Grant bekannt, dass er mit Drogen- und Alkoholproblemen zu kämpfen hatte. Grant brach am 16. März 2023 vor dem Bahnhof St Pancras in London zusammen und wurde in ein Krankenhaus gebracht. Er wurde am 20. März 2023 für tot erklärt, nachdem er vier Tage zuvor für hirntot erklärt worden war. Er wurde 56 Jahre alt.
Grant war geschieden. Er hinterließ seine Freundin, zwei Töchter, einen Sohn, mehrere Stiefkinder und mehrere Enkelkinder.

## Filmografie
- 1983 Die Rückkehr der Jedi-Ritter
- 1985 Legende
- 1986 Die Reise ins Labyrinth
- 1987 The Dead 1st young gentleman
- 1988 Willow
- 2001 Harry Potter und der Stein der Weisen